# Bildstickning
Bildstickning, att sticka enstaka figurer eller bildkompositioner antingen i en avvikande färg eller med maskor som skiljer sig från bakgrundes sticksätt. Det är svårt att dra gränsen mellan bild- och mönsterstickning.